# Claudi Caba Arnella
Claudi Caba Arnella   (Sabadell, 1951) és un antic pilot d'automobilisme català, especialitzat en ral·lis.

## Trajectòria esportiva
Pilot amateur, obtingué la majoria de les seves victòries amb un Porsche: setè al Campionat d'Europa de ral·lis (1976), campió (1977) i subcampió (1977) de Catalunya i cinquè al Campionat d'Espanya (1978). Entre 1974 i 1980 corregué amb Joan Aymamí de copilot. El 1981 deixà els ral·lis per a participar en pujades de muntanya i fou tercer al Campionat de Catalunya d'aquesta especialitat. El 1984 tornà a les competicions de ral·li.